# Gemeinderatswahlen in der Steiermark 1995
Die Gemeinderatswahlen in der Steiermark 1995 wurden am 26. März 1995 in allen steirischen Gemeinden – mit Ausnahme von Graz – durchgeführt. Dabei wurde der Gemeinderat gewählt. Die Wahl des Bürgermeisters erfolgte in den steirischen Gemeinden durch den jeweiligen Gemeinderat; eine Direktwahl durch die Wähler ist nicht vorgesehen.

## Wahlergebnis
Die Wahl brachte (steiermarkweit summiert) folgendes Ergebnis (jeweils im Vergleich zur Gemeinderatswahl 1990):
| Partei          | Prozent | Prozent  | Stimmen | Stimmen  | Mandate | Mandate |
| ÖVP             | 42,05 % | - 2,25 % | 252.229 | - 27.264 | 3.856   | - 134   |
| SPÖ             | 38,33 % | - 2,29 % | 229.919 | - 26.321 | 2.516   | - 110   |
| FPÖ             | 11,29 % | + 2,82 % | 67.702  | + 14.286 | 691     | + 227   |
| KPÖ             | 0,69 %  | - 0,20 % | 4.130   | - 1.516  | 13      | - 5     |
| LIF             | 0,27 %  | n. k.    | 1.593   | n. k.    | 3       | n. k.   |
| GRÜNE           | 2,04 %  | + 0,47 % | 12.238  | + 2.310  | 70      | + 22    |
| sonstige Listen | 5,35 %  | + 1,21 % | 32.065  | + 5.944  | 350     | + 45    |

Insgesamt wurden in 541 Gemeinden 7.499 Mandate vergeben.
Die Wahlbeteiligung fiel von 91,77 % auf 83,83 %; Des Weiteren fiel die Anzahl der gültigen Stimmen von 630.844 auf 599.876.
Das Liberale Forum, welches am 4. Februar 1993 gegründet wurde, trat zu dieser Gemeinderatswahl das erste Mal an.